# Herman J. Mankiewicz
Herman Jacob Mankiewicz (Nova Iorque, 7 de novembro de 1897 - Los Angeles, 5 de março de 1953) foi um roteirista estadunidense que, com Orson Welles, escreveu o roteiro de Cidadão Kane. Antes, ele foi o correspondente em Berlim do Chicago Tribune e o crítico de teatro do The New York Times e The New Yorker. Alexander Woollcott disse que Herman Mankiewicz era o "homem mais engraçado de Nova Iorque". Herman Mankiewicz partilhou com Orson Wells o Óscar de Melhor Argumento por Cidadão Kane.
Era frequente Herman ser chamado para melhorar os guiões de outros escritores, não recebendo crédito por muito do seu trabalho. Ocasionalmente, é possível distinguir pequenos momentos do famoso sentido de humor e sátira de Herman nos filmes em que trabalhou e este foi sendo valorizado ao longo da década de 1930. Alguns dos seus projetos mais famosos incluem filmes como: The Wizard of Oz, Man of the World, Dinner at Eight, Pride of the Yankees, e The Pride of St. Louis.
Mankiewicz era pai do também roteirista Don Mankiewicz, que foi indicado ao Óscar de melhor roteiro adaptado por Eu Quero Viver! (1958) e irmão mais velho de Joseph L. Mankiewicz (1909–1993), que venceu quatro Óscares. 